# Šušunja
Šušunja (en serbe cyrillique : Шушуња) est un village de l'est du Monténégro, dans la municipalité de Podgorica.

## Démographie

### Évolution historique de la population
| 1948 | 1953 | 1961 | 1971 | 1981 | 1991 | 2003 |
| ---- | ---- | ---- | ---- | ---- | ---- | ---- |
| 124  | 136  | 178  | 210  | 210  | 226  | 281  |